# Rhamphomyia empidiformis
Rhamphomyia empidiformis är en tvåvingeart som beskrevs av Becker 1909. Rhamphomyia empidiformis ingår i släktet Rhamphomyia och familjen dansflugor.
Artens utbredningsområde är Etiopien. Inga underarter finns listade i Catalogue of Life.